# SA-5 (Аполо)
SA-5 е първото изстрелване на втората степен (Блок II) на ракетата Сатурн I от американската програма Аполо, извършен на 29 януари 1964 г. Ракетата е изстреляна в 16 часа 25 минути и 1 секунда Координирано универсално време от космодрума Кейп Канаверъл.

## Цели
Основната промяна, която се появява на SA-5 е, че за първи път ракетата „Сатурн“ е оборудвана с напълно функционална втора степен, включваща шест двигателя на течен водород.
Друга значителна промяна в проекта е разширяването на резервоарите за гориво на първата степен. За първи път те са запълнени с планираните 750 000 паунда (340 000 килограма) гориво и осемте и двигателя са модернизирани. Те са способни да произвеждат тяга, всеки от по 836 кН. На първата степен са монтирани за първи път осем крила за допълнителна стабилност по време на полет.
За първи път в програмата „Аполо“ този полет ще бъде орбитална мисия. Това става възможно след като на първата степен (отработена дотогава в четири успешни суборбитални мисии) е добавена втора степен. Тя ще влезе в силно елиптична орбита и няколко дни по-късно ще влезе в плътните слоеве на атмосферата.

## Полет
Официално е обявено стартът да е на 27 януари 1964, но поради изтичане на течен кислород е отложен с два дни. Стартът е плавен и успешен. Разделянето на двете степени също става без никакъв проблем и е заснето от 8 камери, намиращи се на първата степен. Тя пада на около 800 km от площадката за изстрелване на космодрума Кейп Канаверъл и така са взети записите от тях. Шестте и двигателя работят около 8 минути и извеждат в елиптична орбита рекордно тегло – почти 17 тона. Това тегло е масата само на втората степен (6500 кг), инструментално оборудване и аеродинамични елементи (1150 кг) и около 9500 кг модел на кабина на космически кораб, пълна с овлажнен пясък за да симулира полезен товар.